# Чан (ільче)
Чан (тур. Lapseki) — ільче (округ) у складі ілу Чанаккале на заході Туреччини. Адміністративний центр — місто Чан.

## Склад
До складу ільче (округу) входить 2 буджаки (райони) та 67 населених пунктів (2 міста та 65 сіл):
| Поселення | Площа, км² | Населення, осіб (2011) | Центр   | Населені пункти |
| --------- | ---------- | ---------------------- | ------- | --------------- |
| Етілі     | -          | 5711                   | Лапсекі | 24              |
| Чан       | -          | 44516                  | Чан     | 43              |

### Найбільші населені пункти
| №  | Населений пункт | Населення, осіб (2011) |
| -- | --------------- | ---------------------- |
| 1  | Чан             | 10 737                 |
| 2  | Терзіалан       | 2 095                  |
| 3  | Етілі           | 1 390                  |
| 4  | Коджаяйла       | 1 221                  |
| 5  | Бозгуч          | 778                    |
| 6  | Деренті         | 777                    |
| 7  | Яйкін           | 720                    |
| 8  | Сьогюталан      | 710                    |
| 9  | Каракоджа       | 668                    |
| 10 | Хаджилар        | 616                    |